# حقوق الإنسان في عهد المجلس العسكري

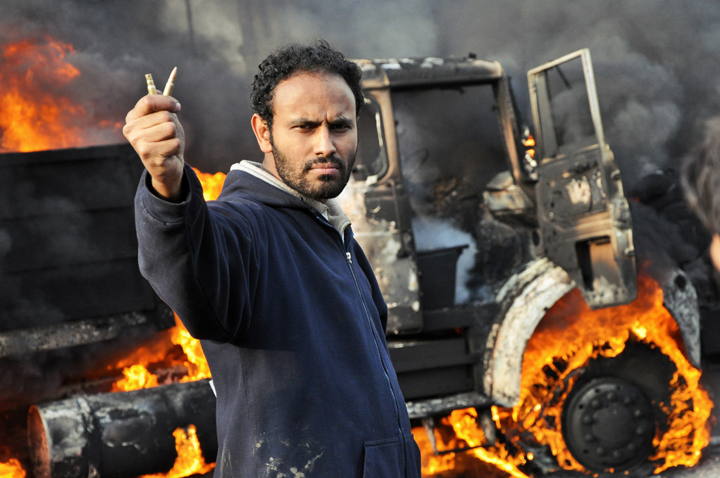
متظاهر يعرض بعض فوارغ الرصاصات التي أطلقها الجيش أثناء اقتحامه ميدان التحرير يوم 9 أبريل 2011، وهو الاقتحام الذي تسبب في مقتل اثنين من المتظاهرين على الأقل وإصابة العشرات

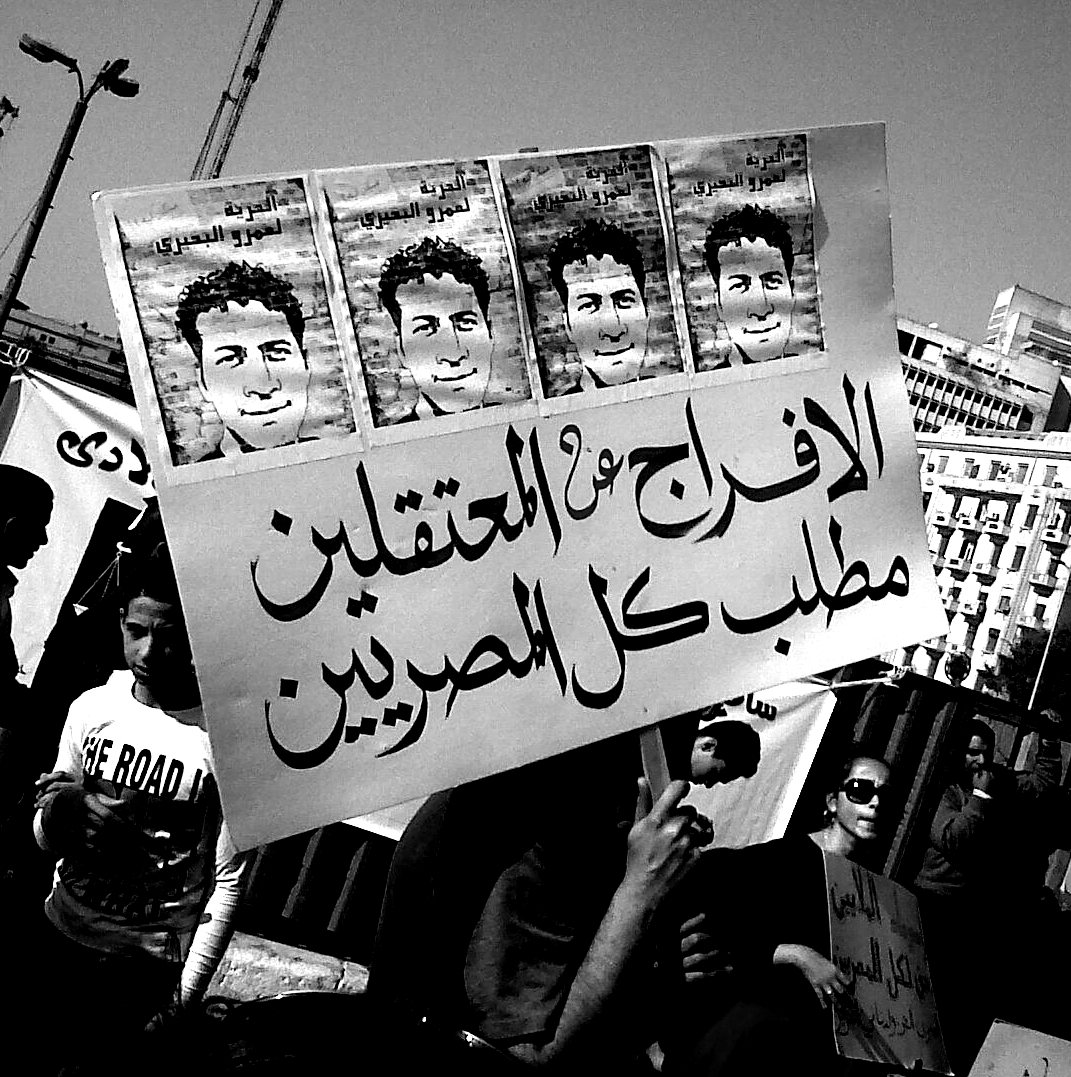
لافتة تطالب بالإفراج عن المدنيين المعتقلين عسكرياً وتحمل صوراً لعمرو البحيري.

أثارت حقوق الإنسان في مصر في الفترة الانتقالية التي تلت خلع الرئيس محمد حسني مبارك في 11 فبراير 2011، عقب ثورة 25 يناير، والتي تولى فيها السلطة المجلس الأعلى للقوات المسلحة، العديد من المخاوف والانتقادات. وفيما يلي جانب من الانتهاكات المنسوبة إلى المجلس العسكري.

## محاكمة المدنيين عسكريًا

لافتة تطالب بالإفراج عن لؤي نجاتي، الذي اعتقل عسكرياً ـ مع آخرين ـ صباح 29 يونيو 2011

في 15 مايو 2011، تجمعت أعداد كبيرة من المتظاهرين أمام السفارة الإسرائيلية بالقاهرة، ولكن قوات الأمن وقوات الشرطة العسكرية استخدمت الغاز المسيل للدموع والرصاص الحي، متسببة في إصابة حوالي 353 متظاهراً وقبضت على 180 متظاهراً (من بينهم الناشطان مصعب الشامي وطارق شلبي)، كما أصيب متظاهران على الأقل بالرصاص في الرأس والصدر. وقد خضع جميع المقبوض عليهم في تلك الأحداث للمحاكمة العسكرية ثم أطلق سراحهم فيما بعد، بعد الحكم عليهم بأحكام موقوفة التنفيذ.
وقد تعرض حوالي 5600 مدني للمحاكمة العسكرية خلال الشهور الأربعة الأولى لحكم المجلس الأعلى للقوات المسلحة ـ وفقاً لمنظمة هيومن رايتس ووتش ـ ومن هؤلاء عمرو البحيري، الذي ألقي القبض عليه أثناء قيام الشرطة العسكرية بتفريق اعتصام أمام مجلس الشعب بالقوة في 28 فبراير 2011، ليحال إلى محاكمة عسكرية عاجلة ـ لم يحضرها أي محامين عن البحيري ـ وقضت بسجنه خمس سنوات بتهمة البلطجة رغم شهادة العديد من شهود العيان بأنه لم يخالف القانون في شيء. وقد أصدرت منظمة العفو الدولية في ذلك الحين مناشدة بإطلاق سراحه.
وفي مساء 28 يونيو 2011، وقعت اشتباكات في ميدان التحرير وقرب مبنى وزارة الداخلية بالقاهرة بين قوات الشرطة وبعض أسر ضحايا ثورة 25 يناير، واستمرت حتى ساعات مبكرة من صباح اليوم التالي، ليعقبها اعتقال عشوائي لعدد ممن وجدوا في المكان، من بينهم الطالب الجامعي والناشط لؤى نجاتى (20 سنة) الذي كان يغطى الأحداث وينقل ما يحدث على الأرض لمتابعيه على موقع تويتر، والذي ألقي القبض عليه في صباح 29 يونيو وعرض ـ مع آخرين ـ على النيابة العسكرية التي أمرت ـ دون وجود محامين معه ـ بحبسه 15 يوماً على ذمة التحقيق بتهمة تكدير الأمن العام والتعدي على قوات الأمن أثناء تأدية عملها.

## القتل
قام الجيش بإطلاق النار على رامي فخري ـ وهو مهندس كهرباء في السابعة والعشرين من عمره ـ عند نقطة تفتيش في منطقة غير معروفة على وجه التحديد في محافظة دمياط ليلقى حتفه متأثراً بجراحه. ووفقاً لرواية غير مؤكدة فإن فخري توقف بسيارته على مسافة قريبة من نقطة التفتيش بعد أن شاهد أمامه تبادل إطلاق نار بين الجيش وبين بعض الأشخاص، وعندما حاول أن يستدير عائداً بسيارته أطلقت عليه ثلاث رصاصات. بينما ذكرت رواية أخرى أنه غادر الموقع الذي يعمل فيه قرب دمياط يوم الجمعة 13 مايو لحضور حفل زفاف، وفي طريق العودة في الساعة الواحدة صباحاً، قبل سريان حظر التجوال، أطلقت عليه النار من نقطة تفتيش عسكرية. وقد نظمت أسرة رامي وأصدقاؤه وقفة بالشموع في 14 مايو 2011، وأمر المشير محمد حسين طنطاوي ـ رئيس المجلس الأعلى للقوات المسلحة ـ بإجراء تحقيق في الواقعة، غير أنه لم تعلَن عن أي نتائج لذلك التحقيق.

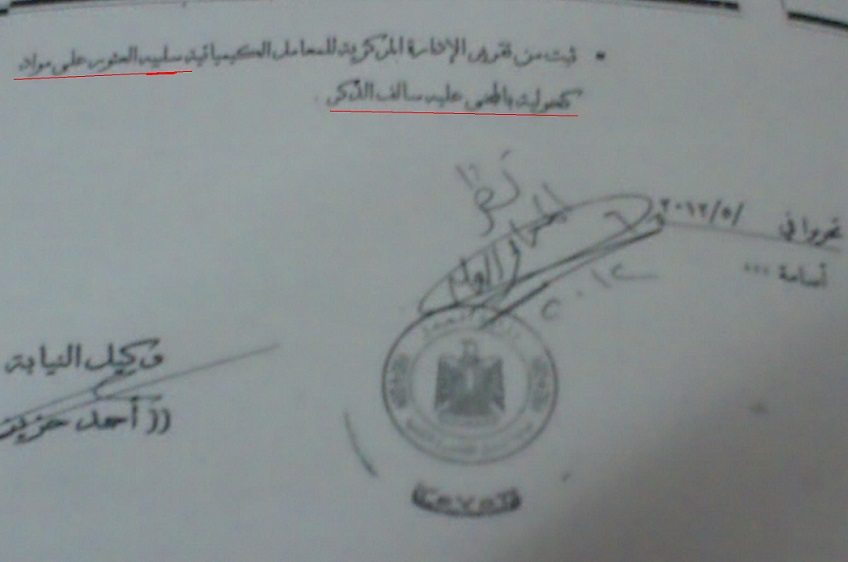
تقريرالطب الشرعي يفيد بعدم تعاطي الناشط السياسي محمد جمال الدين كحوليات قبل مقتله علي يد بلطجي يوم 21 يناير 2012.

ومن ضمن من قُتل في تلك الفترة هو الناشط السياسي محمد جمال الدين عبد الرازق (3 يناير 1970 ـ 21 يناير 2012). طعنه إحدى المجهولين في 21 يناير 2012 أثناء مشاركته في اعتصام لقضاة أمام دار القضاء العالي. عقب الحادث صرحت وزارة الداخلية على لسان وزير الداخلية وقتها محمد إبراهيم بعدم وجود شبهة جنائية، وأنه كان تحت تأثير الخمر والمخدرات.[بحاجة لمصدر] ولكن تم بعد ذلك تكذيب تلك الأكاذيب بعد ورود التقرير الخاص بالطب الشرعى الذي أثبت عدم وجود آثار للكحوليات أو المواد المخدرة في جسده.[بحاجة لمصدر]
تم القبض على شخص يُدعى عبد المجيد إبراهيم، وهو مسجل خطر قضايا نفس، وتمت محاكمته بتهمة قتل الناشط محمد جمال الدين. اعترف المتهم بالجريمة تفصيليا،[بحاجة لمصدر] وقضت الدائرة 17 بمحكمة جنايات شمال القاهرة برئاسة المستشار محمد فتحي صادق، بمعاقبته بالمؤبد لإدانته بتهمة القتل. ويعد ذلك الحكم الأول من نوعه حيث أنه الحكم الوحيد بالإدانة الذي تم في قضايا الثوار. تولى الدفاع عن المتهم محامي سبق وشارك في الدفاع عن ضباط قسم المنتزة بالإسكندرية المتهمين بقتل ثوار 28 يناير. وعن ذلك، قالت الحقوقية سيدة قنديل أن ذلك يفتح مجال احتمالات تبعية المتهم لأجهزة الشرطة. وقد اتهم البعض، منهم أمين الشرطة منصور أبو جبل، بعض أجهزة وزارة الداخلية باتستخدام البلطجية من أجل إثارة الفوضى في المظاهرات. ونظم عدد من أصدقائه وبعض أعضاء الحركات الثورية عدة وقفات تنديداً بمقتله.

## الرقابة

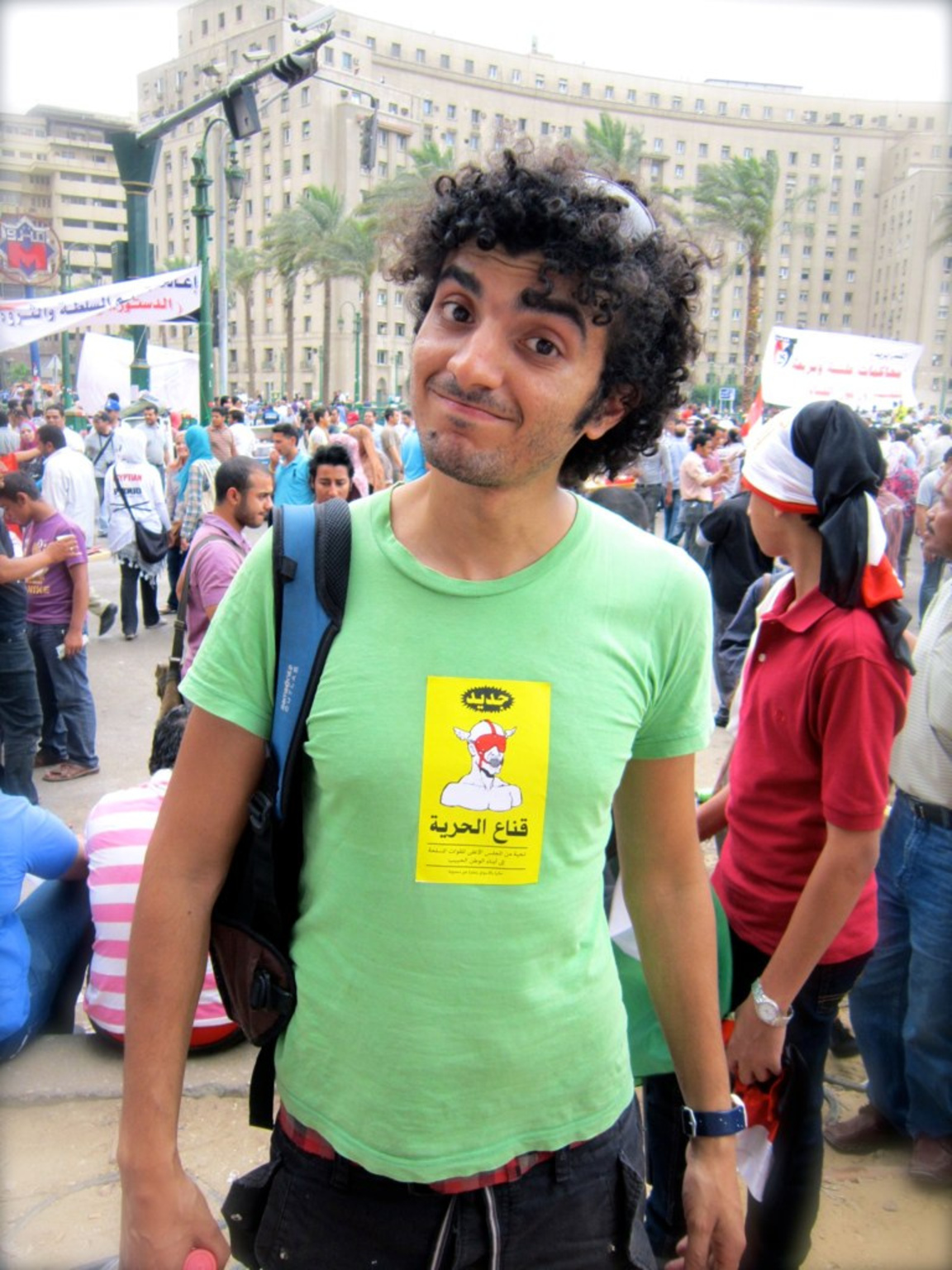
فنان الجرافيتي "جنزير" في ميدان التحرير مرتدياً «تيشيرتاً» عليه الرسم الذي اعتقل بسببه

ألقى الجيش القبض على كل من محمد فهمي (فنان الجرافيتي المعروف بجنزير) وعايدة الكاشف (مخرجة سينمائية) ونديم أمين (موسيقي وفنان تشكيلي) أثناء وضعهم ملصقات تنتقد الشرطة العسكرية، ثم أطلق سراحهم في نفس اليوم، وصرح محمد فهمي (المعروف على موقع تويتر باسم «جنزير»، والبالغ من العمر 29 عاماً) بعد دقائق من إطلاق سراحه: «لا أعرف لماذا أخذونا إلى النيابة العسكرية».
ومن الناشطين الذين اعتقلوا بعد خلع مبارك مايكل نبيل سند، وهو ناشط سياسي ومدون، أطلق في أبريل 2009 حملة مناهضة للتجنيد الإجباري، ورفض أن يجند إجبارياً لاعتراضه على هذا المبدأ، فتعرض للاعتقال على يد الشرطة العسكرية في 12 نوفمبر 2010، غير أنه أطلق سراحه بعد يومين، ثم أعفي نهائياً من الخدمة العسكرية لأسباب طبية. شارك سند في ثورة 25 يناير، وانتقد الحكم العسكري لمصر، الذي دام 6 عقود، واعتقل في 4 فبراير وعذب على يد الشرطة العسكرية، قبل أن يطلق سراحة بعد ثلاثة أيام. وفي حوالي العاشرة من مساء يوم 28 مارس 2011 قامت الشرطة العسكرية باعتقاله مجدداً من منزل أسرته في منطقة عين شمس بالقاهرة. ولم يتمكن من الاتصال بشقيقه لإبلاغه عن اعتقاله إلا في اليوم التالي. في 10 أبريل 2011 حكمت محكمة العاشر من رمضان العسكرية بمدينة نصر على سند بالحبس ثلاث سنوات بتهمة «الإساءة للقوات المسلحة» في تدوينة بعنوان «الجيش والشعب عمرهم ما كانوا إيد واحدة». وكان قبلها قد سجن في زنزانة انفرادية بسجن المرج، كما تعرض لتهديدات من بعض السجناء.
وفي 30 مايو 2011 استدعت النيابة العسكرية كلاً من المدون والناشط حسام الحملاوي، والمحاورة التلفزيونية ريم ماجد، والصحفي نبيل شرف الدين، بعد أن استضافت ريم ماجد حسام الحملاوي في برنامجها على قناة أون تي في «بلدنا بالمصري» وانتقد دور الشرطة العسكرية، محملاً اللواء حمدي بدين ـ قائد الشرطة العسكرية ـ مسؤولية تعذيب النشطاء. ثم أطلق سراح الثلاثة بعد ما وصف بأنه «دردشة» مع النيابة العسكرية، وبعد أن طلبت النيابة العسكرية من الحملاوي أن يسلم تقارير عن انتهاكات الجيش إلى السلطات المختصة.
وفي 19 يونيو 2011 مثلت الصحفية والناشطة رشا عزب ورئيس تحرير جريدة الفجر عادل حمودة أمام النيابة العسكرية، بعد أن نشرت رشا عزب مقالاً في جريدة الفجر عن تفاصيل لقاء جمع بين أعضاء في المجلس العسكري الحاكم وبين ناشطين مناهضين للمحاكمات العسكرية، وخرج كلاهما في نفس اليوم بعد التحقيق معهما.

## التعذيب

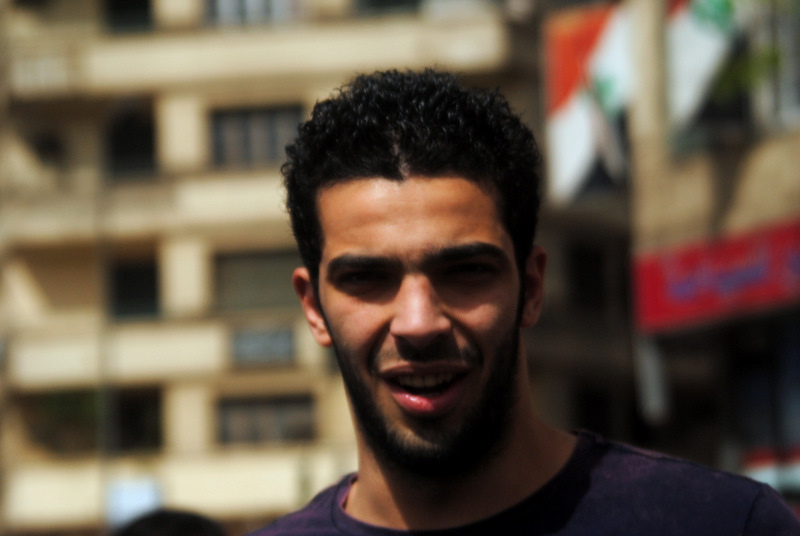
رامي عصام في ميدان التحرير.

في 9 مارس 2011 تعرض الطالب الجامعي والمغني المصري رامي عصام (23 عاماً) للاعتقال والتعذيب على يد الشرطة العسكرية، بعد أن اقتحم الجيش ميدان التحرير دون سابق إنذار ليزيل خيام المعتصمين ويعتقل أكثر من 100 شخص من بينهم رامي عصام. وقد قال رامي عصام إن رجالاً يرتدون ملابس الجيش اقتادوه إلى المتحف المصري، الذي كان قد تحول آنذاك إلى مقر أمني، ثم قاموا بتعريته وتعذيبه. وقال رامي عصام عقب الإفراج عنه إنهم جردوه من ثيابه وضربوه بالعصي والقضبان المعدنية والأسلاك والسياط، كما قال إنه تعرض للصعق بالكهرباء وأن أحد الجنود كان يقفز إلى أعلى ويدوس على وجهه. ويذكر أن رامي عصام معروف كمطرب للثورة المصرية وقد أطلق أثناء الثورة عدة أغانٍ تهاجم حسني مبارك.

## كشوف العذرية
ذاعت عدة تقارير عقب سقوط حسني مبارك عن تعرض مصريات معتقلات لاختبارات كشف العذرية بواسطة ضباط أو أطباء ذكور. وقد أكد العديد من الصحفيين والفتيات اللاتي تعرضن للاعتقال وقوع ذلك، وهو ما برره ضباط مصريون بأنه لتحديد ما إذا كانت الفتاة قد اغتُصبت أم لا. وقد نفت القوات المسلحة في البداية حدوث ذلك، غير أنها عادت فيما بعد وأقرت بحدوثه ووعدت بعدم تكرار ذلك مستقبلاً. وقد أدانت منظمات حقوقية دولية (مثل منظمة العفو الدولية وهيومن رايتس ووتش)، بالإضافة إلى العديد من الناشطين والمواطنين المصريين، مثل هذه الممارسات، ورأى المحتجون أن مثل هذا الإجراء علامة على أن سياسات المجلس العسكري تحتاج إلى المزيد من الإصلاح وأن المجلس العسكري غير جدير بالثقة.
وقد قامت إحدى هؤلاء المعتقلات برفع دعوى أمام محكمة القضاء الإداري ضد هذا الإجراء باعتباره مخالف للإعلان الدستوري الصادر في 30 مارس 2011، وفي يوم 27 ديسمبر 2011 أمرت محكمة القضاء الإداري بوقف إجراءات كشف العذرية.

## المختفين

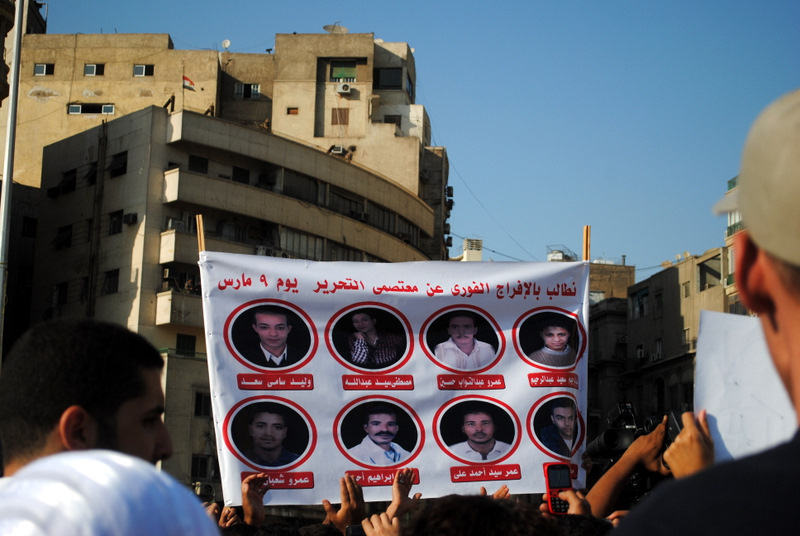
لافتة تحمل صور بعض المدنيين الذين اعتقلهم الجيش في 9 مارس 2011

رفع تقرير إلى الرئيس محمد مرسي من لجنة تقصي حقائق كلفت بالنظر في «ملف المفقودين في أحداث الثورة في مصر». وقد سربت بعض أوراق هذا التقرير ونشرتها الغارديان الإنجليزية، وتشير إلى تورط القوات المسلحة المصرية لاختفاء المفقودين بعد دخولهم سجون الشرطة العسكرية.